# Inverness (Banda)
Inverness es una banda chilena de rock alternativo formada en Santiago de Chile en 2008. Su estilo musical combina elementos de shoegaze, post-rock, slowcore y dream pop. Ha participado en festivales en América y Europa, y su música ha sido incluida en producciones cinematográficas chilenas.

## Historia
La banda debutó en 2009 con el álbum Illuminaciones, editado por el sello LeRockPsicophonique. En 2011 publicaron Fuegos Distantes, trabajo que les permitió participar en el festival SXSW en Estados Unidos.
En 2014 lanzaron Sól, tras lo cual realizaron sus primeras giras internacionales por Ecuador, Colombia y México. En 2016 apareció Después de Mañana, que incluyó la colaboración del músico británico Neil Halstead, líder de la banda Slowdive.
Gracias a una relación de colaboración con el compositor Diego Fontecilla y el director chileno Matías Bize, su música ha sido parte de películas como La vida de los peces (2010) y La memoria del agua (2016), ambas dirigidas por el cineasta.

## Estilo musical
El sonido del grupo se caracteriza por el uso de guitarras reverberantes, texturas ambientales y estructuras no convencionales. Sus composiciones suelen desarrollarse de forma progresiva, priorizando la atmósfera sobre la estructura tradicional de verso y coro. Entre sus influencias han mencionado a Sigur Rós, Radiohead y Slowdive.

## Integrantes

### Miembros actuales
- Rodrigo Jarque – voz, guitarra, piano
- Patricio Jarpa – batería, secuencias
- Ángelo Agurto – bajo
- Rodrigo Soto – batería, sintetizadores

### Exmiembros
- Washington Abrigo
- Sebastián González
- José Tomás Molina

## Discografía

### Álbumes de estudio
- Illuminaciones (2009)
- Fuegos Distantes (2011)
- Sól (2014)
- Después de Mañana (2016)

### Álbumes en vivo
- CICLO LEROCK: Inverness (2019)
- INVERNESS Live at Dunk! Festival (2025)

### Sencillos
- «Anubis» (2018)
- «Orbital» (2018)
- «Soñamos con Ciudades Imposibles» (2018)
- «Continental» (2019)
- «Obscvr» (2020)
- «Territorio» (con Carlos Cabezas)[9] (2023)

## Participaciones y giras
Inverness ha tocado en festivales como SXSW (Estados Unidos), Frontera Festival (Chile), LeRock Fest (Chile), Dunk! Festival (Bélgica), El Toque del Sábado (Colombia) y Feria Pulsar (Chile). La banda ha realizado giras por América y Europa, así como giras nacionales por Chile por dviersas regiones del país. 

## Videoclips
- «Escarabajo», dir. Iván Marinovic (2010)
- «Catedrales», dir. Tomás Yovane (2012)
- «Los Ojos de Orión», dir. Roberto Fuentes y Pablo Almenara (2014)
- «La Memoria del Agua», dir. Catalina Villa (2015)
- «Respira», dir. Sebastián Arriagada (2016)
- «Continental», dir. Sebastián Arriagada (2020)
- «Obscvr», dir. Marcelo Sanhueza (2021)
- «Territorio», dir. Sebastián Escalona (2024)

## Reconocimientos
- Nominaciones en los Premios Pulsar 2017 a «Mejor Artista Rock» y «Álbum del Año» por Después de Mañana.[13]
- Premio InEdit 2022 a «Mejor Guión» por el videoclip «Obscvr».[14][15]
- Premio InEdit 2024 a «Mejor Animación» por el videoclip «Territorio».[16]
- Nominación en los Premios Pulsar 2025 a «Mejor Videoclip» por «Territorio».[17]